# 기타시라카와노미야 사토나리 친왕
키타시라카와노미야 사토나리 친왕(일본어: 北白川宮智成親王 きたしらかわのみや さとなりしんのう[*], 안세이 3년 6월 21일 (1856년 7월 22일) - 메이지 5년 1월 2일 (1872년 2월 10일))은 에도 시대 말기부터 메이지 시대 초기에 살았던 일본의 황족이다. 키타시라카와노미야 초대이다. 후시미노미야 쿠니이에 친왕의 13남이다. 아명은 야스노미야 (泰宮)이다.

## 생애
만엔 원년 (1806년), 고메이 천황의 유자 (양자와 비슷하지만 후견인 정도의 관계)가 되어, 쇼고인 몬제키 오진 법친왕 (후의 쇼고인노미야 요시코토 친왕)의 부제가 된다. 게이오 2년 (1866년) 2월에, 친왕 선하를 받아 사토나리 (智成)라 이름을 지었다. 같은 달, 쇼고인에 들어가 머리를 자르고 신진 입도친왕 (信仁入道親王)이라 칭했다.
게이오 4년 (1868년), 메이지 유신 때, 쇼고인노미야 (照高院宮)를 칭하고, 환속하여 다시 사토나리 친왕이라 칭했다. 이후, 쇼고인노미야를 계승했다. 메이지 2년 (1869년) 3품에 서위된다. 메이지 3년 (1870년), 궁호가 옛 몬제키와 구별이 분명치 않다는 이유로, 키타시라카와노미야로 개칭되었다. 메이지 5년 (1872년) 정월에 17세의 나이로 사망했다. 유언으로 형에 해당하는 요시히사 친왕이 키타시라카와노미야를 상속했다.

## 혈연
- 아버지 : 후시미노미야 쿠니이에 친왕
- 적모 : 타카츠카사 히로코
- 생모 : 이타미 요시코
- 양자 : 키타시라카와노미야 요시히사 친왕 (형)

|  | 제1대 키타시라카와노미야 | 후임 키타시라카와노미야 요시히사 친왕 |